# Eleição presidencial no Togo em 2010
As eleições presidenciais togolesas de 2010 foram realizadas em 4 de março.

## Resultados
O presidente, Faure Gnassingbé, foi reeleito, anunciou a Comissão Eleitoral Nacional Independente (CENI), com 1.243.044 votos (60,92%), e seu principal adversário, o opositor Jean-Pierre Fabre, ganhou 692.584 votos (33,94%) do total de 2.040.596 votos registrados. A taxa de participação ficou em 64,68% da população.

## Protestos
Antes do anúncio dos resultados finais, a polícia tomou as ruas da capital, Lomé, e dispersou os manifestantes da oposição com bombas de gás lacrimogêneo.